# Złoty
Złoty (zł, aktualny kod ISO 4217 PLN, przed denominacją w roku 1995 oznaczenie kodowe PLZ) – podstawowa jednostka monetarna w Polsce, dzieli się na 100 groszy.
Nazwę polskiej jednostki monetarnej wprowadzono w 1919, parytet złota określono w 1922.

## Historia złotego

### I Rzeczpospolita i okres rozbiorów

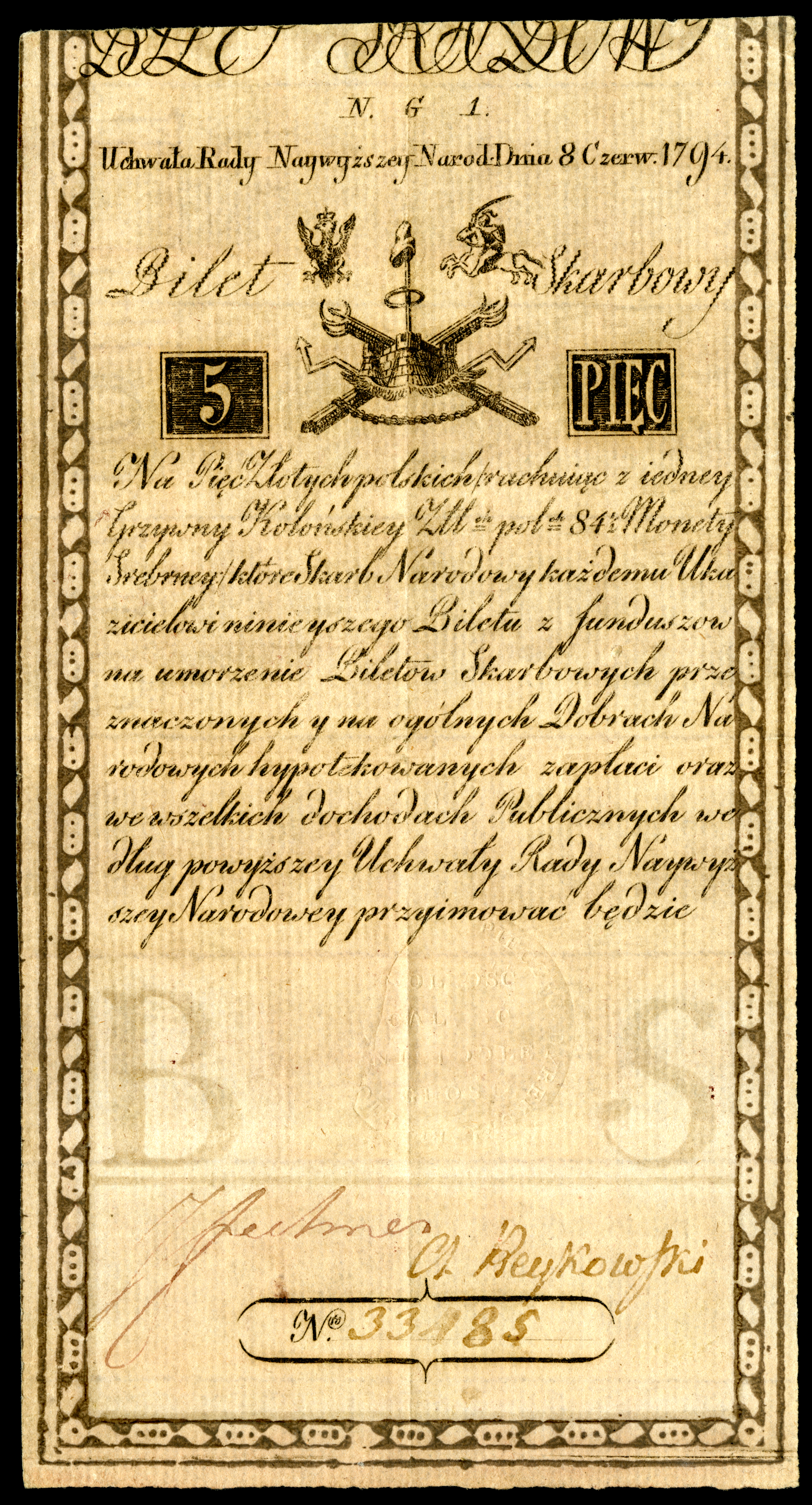
Bilet skarbowy 5 zł z 1794 r.

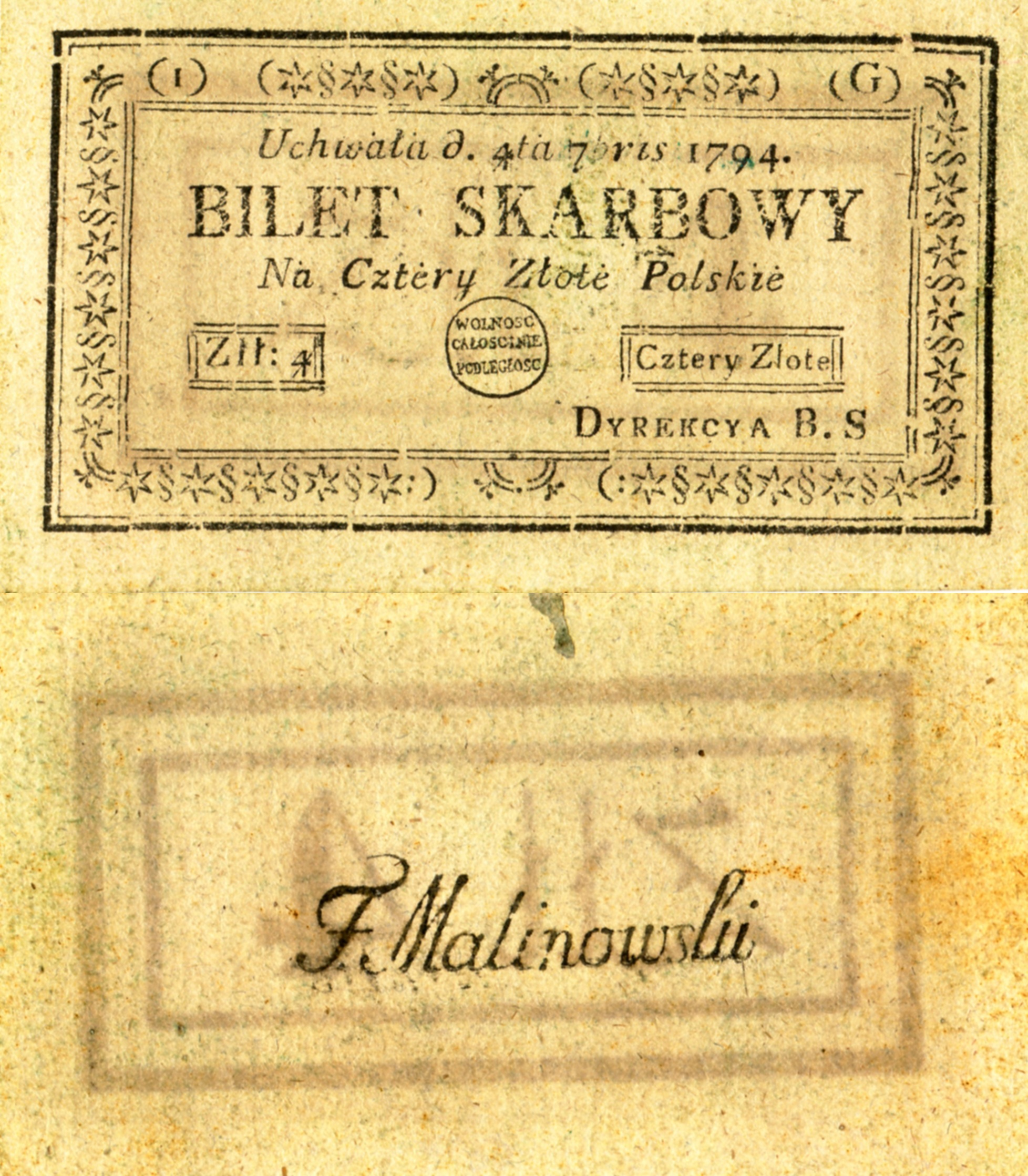
Bilet skarbowy 4 złote z 1794 r.

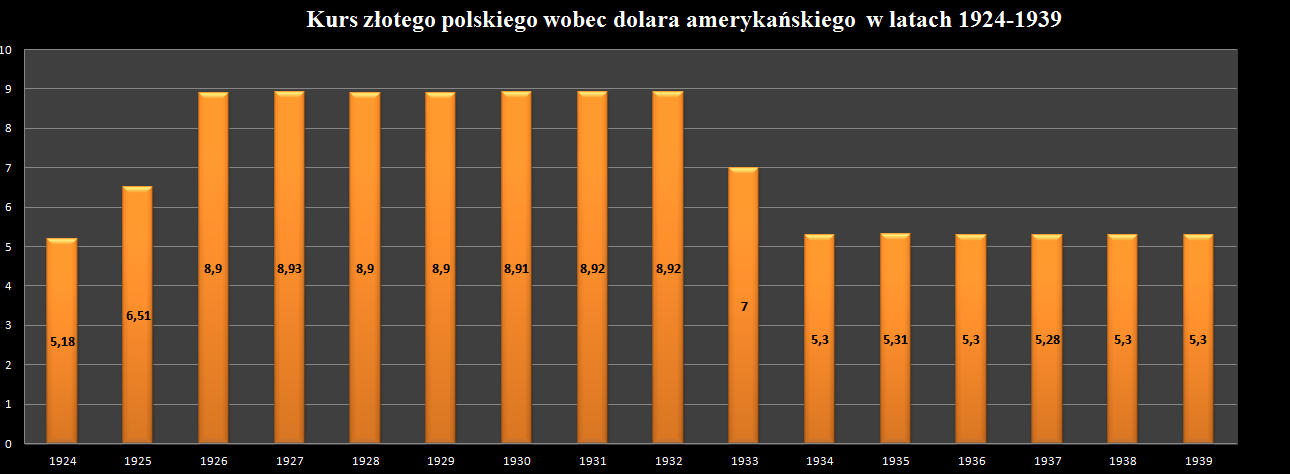
kurs złotego polskiego względem dolara amerykańskiego w latach 1924–1939

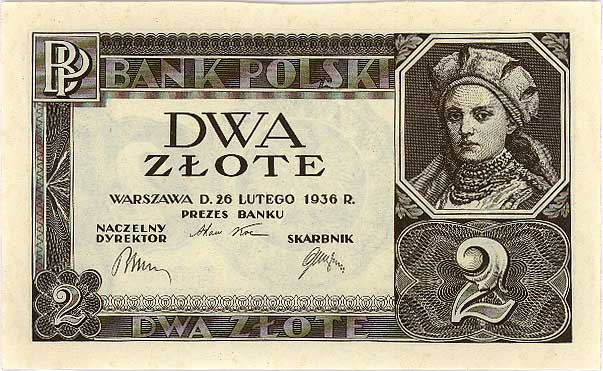
Banknot 2-złotowy z Dobrawą z 1936

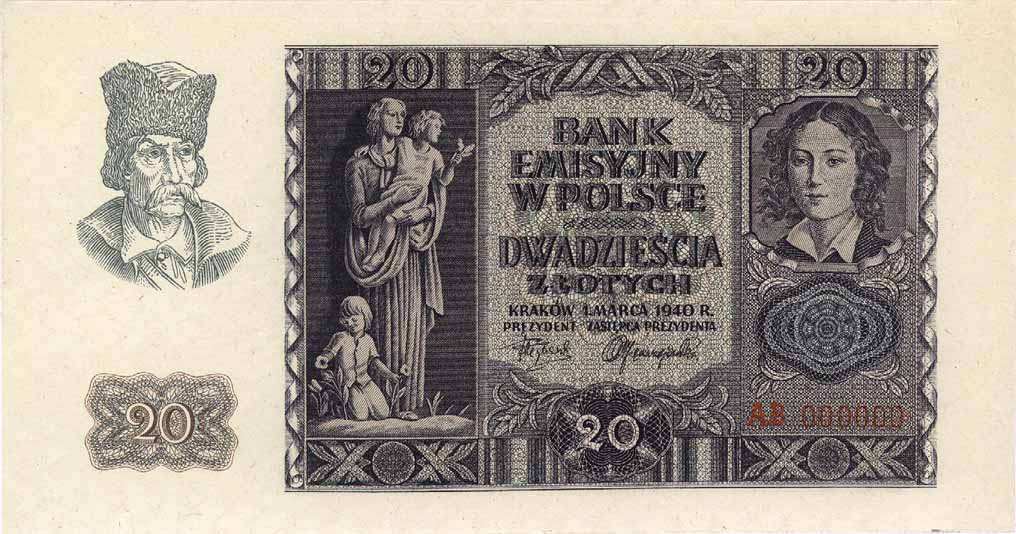
Banknot 20-złotowy (bez orła) z 1940 wydany przez niemieckie władze okupacyjne w Generalnym Gubernatorstwie

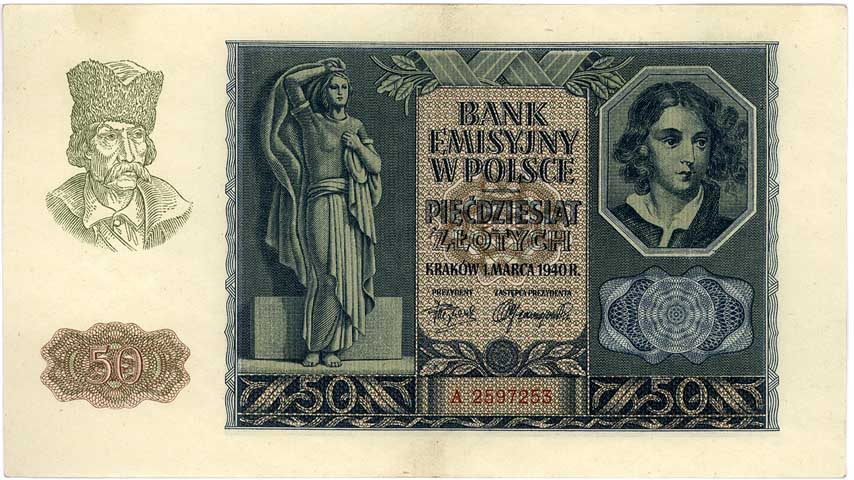
Banknot 50-złotowy (bez orła) z 1940 wydany przez niemieckie władze okupacyjne w Generalnym Gubernatorstwie

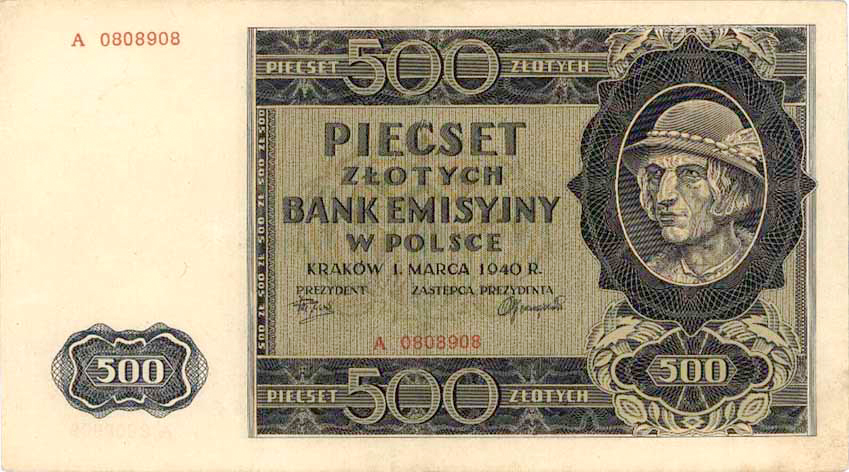
Banknot 500-złotowy (bez orła) z 1940 wydany przez niemieckie władze okupacyjne w Generalnym Gubernatorstwie

Złoty pojawił się po raz pierwszy jako moneta w 1663 r., w XIV i XV w. złotym nazywano złote dukaty zagraniczne z obiegiem w Polsce, początkowo obliczane na 14 groszy. Uchwałą sejmu z 1496 r. ustalono kurs złotego na 30 groszy. Z biegiem czasu kurs ten – z uwagi na zmieniający się parytet ceny złota i srebra – nie utrzymał się. Wtedy ustalono określenie jednostki obrachunkowej równej 30 groszy (gr) jako złoty polski (złp) zwanej też florenem (fl). Natomiast złoty dukat otrzymał nazwę złoty czerwony.
Złoty pozostawał przez dłuższy czas jednostką wyłącznie obrachunkową. Obiegowe monety obejmowały następujące nominały:
- półgrosz – ½ grosza (do 1526)
- grosz – 1 grosz (od 1367 do 1795, także później)
- półtorak – 1½ grosza (od 1614 do 1666[5], także później)
- dwojak – 2 grosze (bity sporadycznie, głównie za panowania Jana Kazimierza)
- trojak – 3 grosze (od 1528 do 1795, także później)
- czworak – 4 grosze (od 1565 do 1568)
- szóstak – 6 groszy (od 1528 do 1764)
- ort – 18 groszy (od 1609 do 1756)

Po raz pierwszy złoty pojawił się jako moneta w roku 1663 pod postacią tymfa. (Od 1564 bito półkopki o wartości 30 groszy.)
W XVII w. 1 złoty czerwony liczony był na 4–6 złp. Przy reformie monetarnej króla Stanisława Augusta złoty stał się jednostką zasadniczą o kursie 1 złp = 30 gr. Stosunek ten utrzymał się przez czasy Księstwa Warszawskiego i Królestwa Polskiego. Mennica warszawska biła monety złotowe do 1841 r.

### II Rzeczpospolita
Złoty wprowadzony został do obiegu 29 kwietnia 1924 roku w wyniku reformy pieniężnej przeprowadzonej przez ministra finansów Władysława Grabskiego i zastąpił zdewaluowaną markę polską, walutę Królestwa Polskiego (regencyjnego). Nowa waluta została oparta na parytecie złota, wartość 1 złotego ustalono na 9/31 grama (ok. 0,29) czystego złota, w 1927 zmieniono ją na 5924,44 zł za kilogram złota (ok. 0,1688 g za 1 zł). Ówczesny złoty był więc po tej zmianie wart około 45 złotych w 2022 roku, lecz siłę nabywczą miał taką samą, jak 9–11 złotych w 2020.
Wśród proponowanych nazw nowej waluty II Rzeczypospolitej największą popularnością cieszyły się „lech”, „pol” i „złoty”, oraz mniej popularne „piast", „sarmat" lub „kościuszko". Ostatecznie wybrano nazwę złoty, która odwoływała się do historycznej jednostki monetarnej Królestwa Polskiego (kongresowego).

### Okupacja niemiecka
Po wybuchu II wojny światowej Niemcy wprowadzili do obiegu na terytorium Generalnego Gubernatorstwa nowy pieniądz o tej samej, co przed wojną nazwie – złoty. Przedwojenne banknoty złotowe Banku Polskiego zostały ostemplowane i w 1940 roku wymienione na banknoty okupacyjne (z limitami wymiany zróżnicowanymi dla Niemców, Polaków, Żydów, przedsiębiorców). Okupacyjne złote sygnowane były przez Bank Emisyjny w Polsce z siedzibą w Krakowie. Była to jedyna instytucja (poza Polskim Czerwonym Krzyżem) na terenach okupowanych przez Rzeszę Wielkoniemiecką, gdzie w nazwie dopuszczono słowo „Polska”. Prezesem banku został Feliks Młynarski, przedwojenny wiceprezes Banku Polskiego. Młynarski uzyskał tajną zgodę Rządu RP na uchodźstwie na objęcie stanowiska. Banknoty miały napisy po polsku, ale nie było na nich godła Polski ani żadnych innych polskich symboli narodowych. Od nazwiska Młynarskiego banknoty emitowane przez Bank Emisyjny w Polsce były popularnie zwane młynarkami.
Na terenach przyłączonych do Rzeszy (Wartheland oraz tereny włączone w Danzig-Westpreußen, Oberschlesien i Ostpreußen) w obiegu była Reichsmarka, a na zajętych przez ZSRR (Kresy Wschodnie) – rubel.

### Polska Rzeczpospolita Ludowa i III Rzeczpospolita
30 października 1950 r. zostały wprowadzone nowe pieniądze, które zostały wymienione w stosunku 100:3 dla płac i 100:1 dla banknotów w obiegu i depozytów bankowych (konfiskata 2/3 oszczędności ludności). Monety miały wartość 1, 2, 5, 10, 20, 50 gr i 1 zł, zaś banknoty 2, 5, 10, 20, 50, 100 i 500 zł. Przedstawiały one ludzi pracy. Banknoty 2 i 5 zł zostały w 1960 roku wymienione na monety, banknot 10 zł w 1965 roku. W 1966 roku dodano banknot o nominale 1000 zł. W 1975 roku doszło do wymiany banknotów: ludzi pracy zamieniono na wielkich Polaków. W 1976 roku dodano banknot 200 zł, w 1977 roku 2000 zł, 20 zł zaś zmieniono na monetę. W stanie wojennym w PRL w 1982 roku, z powodu inflacji, dodano banknot 5000 zł.
Hiperinflacja na przełomie lat 80. i 90. XX w. doprowadziła do dodrukowania nominałów 10 000 zł (1987), 20 000 zł (1989), 50 000 zł (1989), 100 000 zł (1990), 200 000 zł (1989), 500 000 zł (1990), 1 000 000 zł (1991) i 2 000 000 zł (1992).

### Denominacja złotego
Narodowy Bank Polski postanowił dokonać denominacji złotego „o cztery zera” (tj. w stosunku 10 000 PLZ = 1 PLN). Wprowadzono ją w życie 1 stycznia 1995 r. – na podstawie ustawy o denominacji złotego z dnia 7 lipca 1994 r. – kosztem 300 milionów nowych złotych (3 biliony starych złotych). Polska waluta otrzymała nowy kod ISO 4217. Pierwsze banknoty drukowane były w 1994 r. na terenie Wielkiej Brytanii, monety zaś były bite od 1990 roku.. Zgodnie z ustawą o denominacji złotego, do 31 grudnia 1996 r. wymiana starych złotych na nowe odbywać się mogła we wszelkich punktach i placówkach płatniczych (bankach lub punktach handlowych i usługowych) na terenie kraju, zaś od 1 stycznia 1997 r. do 31 grudnia 2010 r. dokonywana była wyłącznie w wyznaczonych bankach. W 2014 r. wprowadzono nowe banknoty z datą 5 stycznia 2012 z podpisem prezesa NBP i głównego skarbnika.

## Nominały złotego
- monety groszowe: 1, 2, 5, 10, 20 i 50 groszy (istnieją także okolicznościowe monety 1, 2, 5, 10, 20, 50 groszy[15])
- monety złotowe: 1, 2 i 5 złotych (istnieją także okolicznościowe monety 2 i 5 zł, a także kolekcjonerskie 5, 10, 20, 25, 30[16], 37[17], 50, 100, 200, 500, 1000, 2018[18] zł)
- banknoty: 10, 20, 50, 100, 200, 500[19] złotych (istnieją także banknoty kolekcjonerskie o nominałach 10,19, 20 i 50 złotych).

## Średnioroczne kursy walut w poprzednich latach
| Rok         | USD       | XEU/EUR   | DEM        | GBP       | CHF       | JPY      |
| ----------- | --------- | --------- | ---------- | --------- | --------- | -------- |
| 1990        | 9500,00   | 12 070,50 | 5864,19    | 16 862,50 | 6884,05   | 65,4500  |
| 1991        | 10 584,26 | 13 088,29 | 6378,62    | 18 652,81 | 7379,05   | 78,7235  |
| 1992        | 13 630,12 | 17 662,35 | 8761,51    | 24 009,90 | 9742,76   | 107,7766 |
| 1993        | 18 164,84 | 21 204,91 | 10 975,20  | 27 274,86 | 12 308,00 | 164,1600 |
| 1994        | 22 726,95 | 26 913,49 | 14 049,60  | 34 772,23 | 16 670,93 | 224,1600 |
| Denominacja |           |           |            |           |           |          |
| 1995        | 2,4244    | 3,1358    | 1,6928     | 3,8257    | 2,0545    | 0,0258   |
| 1996        | 2,6965    | 3,3774    | 1,7920     | 4,2154    | 2,1826    | 0,0248   |
| 1997        | 3,2808    | 3,7055    | 1,8918     | 5,3751    | 2,2627    | 0,0272   |
| 1998        | 3,4937    | 3,9231    | 1,9888     | 5,7907    | 2,4149    | 0,0268   |
| 1999        | 3,9675    | 4,2270    | 2,1612     | 6,4197    | 2,6413    | 0,0350   |
| 2000        | 4,3464    | 4,0110    | 2,0508     | 6,5787    | 2,5747    | 0,0403   |
| 2001        | 4,0939    | 3,6685    | fix 1,9558 | 5,8971    | 2,4298    | 0,0337   |
| 2002        | 3,9480    | 3,5496    | –          | 5,7275    | 2,3915    | 0,0299   |
| 2003        | 3,8283    | 4,0095    | –          | 6,1528    | 2,7620    | 0,0321   |
| 2004        | 3,7327    | 4,7089    | –          | 6,6746    | 3,0194    | 0,0348   |
| 2005        | 3,0123    | 4,0778    | –          | 5,7608    | 2,6412    | 0,0293   |
| 2006        | 3,2582    | 3,8610    | –          | 5,6164    | 2,4834    | 0,0276   |
| 2007        | 2,8830    | 3,8279    | –          | 5,6836    | 2,3764    | 0,0242   |
| 2008        | 2,4550    | 3,5975    | –          | 4,8714    | 2,1737    | 0,0219   |
| 2009        | 2,9910    | 4,1721    | –          | 4,3541    | 2,8050    | 0,0328   |
| 2010        | 2,8465    | 4,0924    | –          | 4,6070    | 2,7510    | 0,0306   |
| 2011        | 2,9822    | 3,9622    | –          | 4,6075    | 3,1790    | 0,0365   |
| 2012        | 3,4454    | 4,4640    | –          | 5,3480    | 3,6668    | 0,0447   |
| 2013        | 3,0660    | 4,0671    | –          | 5,0026    | 3,3647    | 0,0352   |
| 2014        | 3,0315    | 4,1631    | –          | 5,0167    | 3,3816    | 0,0287   |
| 2015        | 3,5725    | 4,3078    | –          | 5,5296    | 3,5833    | 0,0296   |
| 2016        | 3,9281    | 4,2935    | –          | 5,8083    | 3,9526    | 0,0330   |
| 2017        | 4,2106    | 4,4157    | –          | 5,1925    | 4,1209    | 0,0358   |
| 2018        | 3,4546    | 4,1701    | –          | 4,6805    | 3,5567    | 0,0307   |
| 2019        | 3,7619    | 4,3016    | –          | 4,7737    | 3,8242    | 0,0345   |
| 2020        | 3,8000    | 4,2571    | –          | 5,0211    | 3,9191    | 0,0349   |
| 2021        | 3,6998    | 4,5485    | –          | 5,0589    | 4,2055    | 0,0601   |
| 2022        | 4,0424    | 4,5889    | –          | 5,4643    | 4,4326    | 0,0350   |
| 2023        | 4,3811    | 4,6784    | –          | 5,2768    | 4,7379    | 0,0335   |
| 2024        | 3,9432    | 4,3434    | –          | 5,0152    | 4,6596    | 0,0279   |
| 2025        | 4,1219    | 4,2668    | –          | 5,1448    | 4,5554    | 0,0263   |

## Symbol
Symbol „zł” nie jest reprezentowany w Unicode jako pojedynczy znak, w przeszłości był elementem kodu Mazovia używanego w komputerach tej samej marki w latach 80 XX w.